# Faserplatte

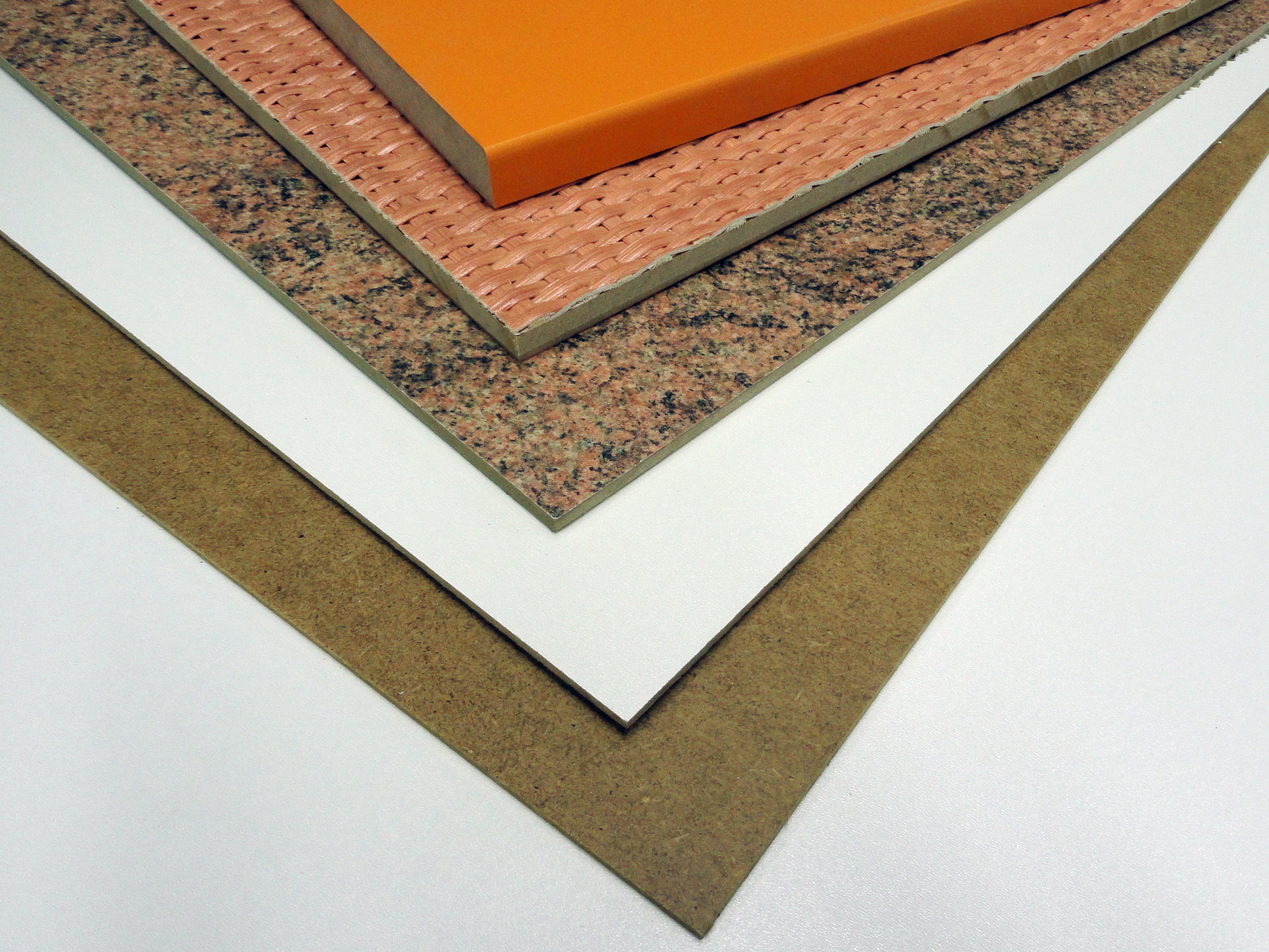
Faserplatte

Faserplatten werden aus Holz, Sägenebenprodukten oder Resthölzern, aber auch aus anderen holzfaserhaltigen Pflanzen wie Flachs oder Raps hergestellt. Allen Produkten ist gemeinsam, dass das Holz bis hin zur Holzfaser, Faserbündeln oder Faserbruchstücken aufgeschlossen wird. Der strukturelle Zusammenhalt beruht im Wesentlichen auf der Verfilzung der Holzfasern und ihren holzeigenen Bindekräften, es können aber auch Klebstoffe als Bindemittel eingesetzt werden. Der Begriff Faserplatte (auch Holzfaserplatte) bezeichnet eine Produktgruppe aus dem Bereich der Holzwerkstoffe. Diese sind gegen Spanplatten abzugrenzen.

## Eigenschaften

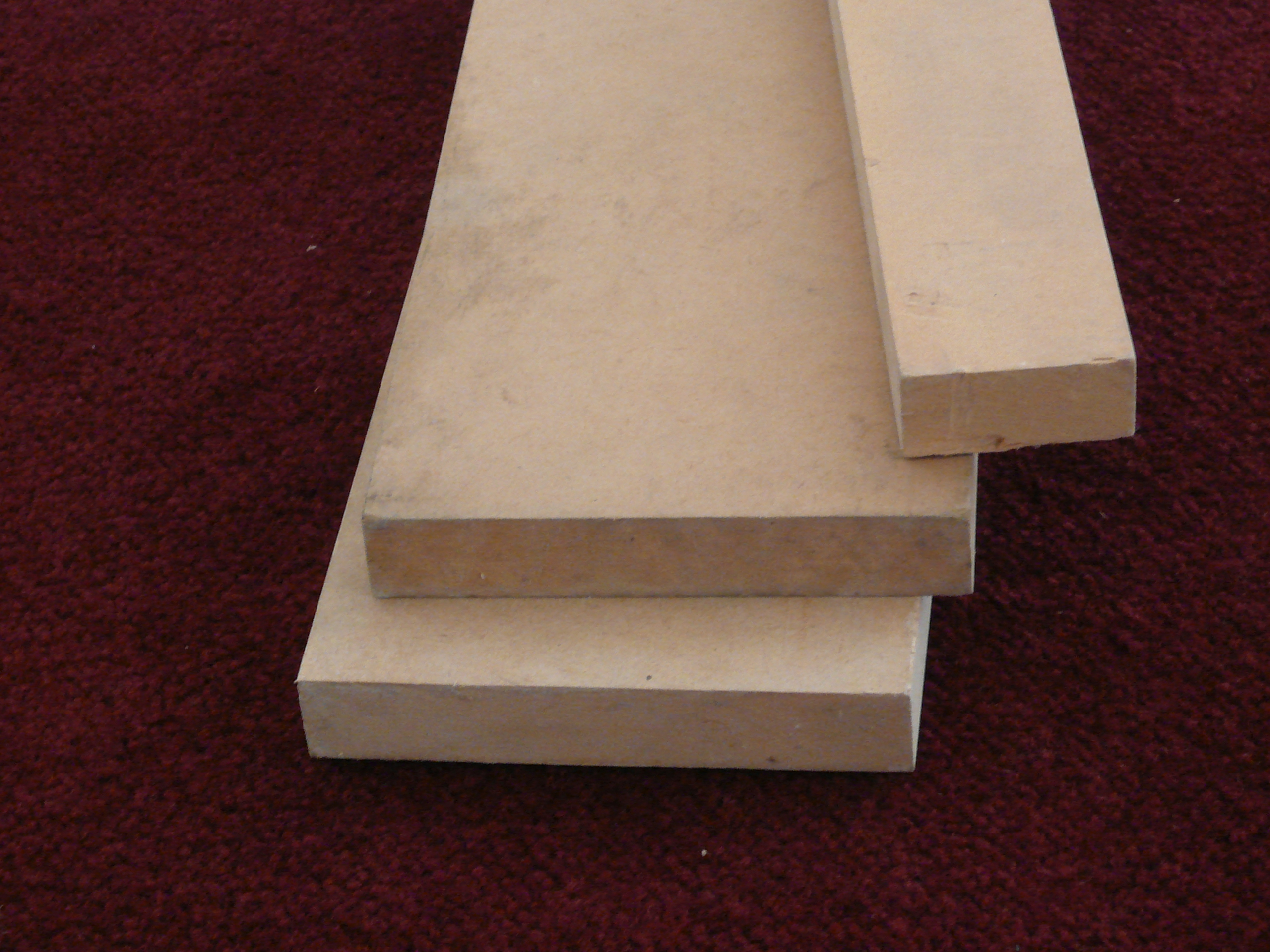
Mitteldichte Holzfaserplatte

Faserplatten werden als Ein- und Mehrschichtplatten erzeugt und verhalten sich wie die flachgepressten Spanplatten in der Plattenebene in allen Richtungen gleichmäßig. So weisen sie in der Plattenebene gleichartiges Quell- und Schwindverhalten auf.
Je nach Herstellungsverfahren und Dichte werden folgende Untergruppen unterschieden:
- Werden die Holzfaserplatten im Nassverfahren hergestellt, unterscheidet man in poröse, mittelharte und harte Faserplatten:
  - Die Holzfaserdämmplatte (HFD) (auch Poröse Faserplatte oder Soft Board (SB) genannt) ist ein Plattenwerkstoff von geringer Dichte (230–350 kg/m³), dessen Einsatz zur Wärme- und Schallisolation im Bauwesen erfolgt. Poröse Faserplatten können auch mit Bitumen gebunden sein.
  - Die Mittelharte Holzfaserplatte (MB oder HFM) ist ein Plattenwerkstoff mit einer Dichte von 350 bis 800 kg/m³.
  - Die Harte Faserplatte (HB oder HFH) (auch Hartfaserplatte genannt) mit einer Dichte über 800 kg/m³ findet Verwendung für Schalungen, Innenausbau, Türen, Möbel, Verpackungen. Extraharte Faserplatten (HFE) haben eine noch deutlich höhere Dichte.
- Werden die Holzfaserplatten im Trockenverfahren hergestellt, unterscheidet man mitteldichte und hochdichte Faserplatten, außerdem gehören in diese Gruppe die gipsgebundenen Faserplatten:
  - Die Mitteldichte Faserplatte (MDF) löst durch ihre Homogenität, höhere Festigkeit und durch die besseren Oberflächeneigenschaften zunehmend die Flachpressplatten (P2) ab.
  - Die Hochdichte Faserplatte (HDF) besteht aus mit Leim getränkten und unter Druck und Hitze verpressten Holzfasern, die besonders hoch verdichtet wurden. Sie findet Verwendung als Trägermaterial für hohe Belastung bei geringer Materialstärke (z. B. Laminatfußböden).

Verbreitet ist auch die kunststoffbeschichtete Hartfaserplatte KB bzw. MFB EN 622-2 (HB) für Möbelrückwände und Schubkastenböden.

## Herstellung

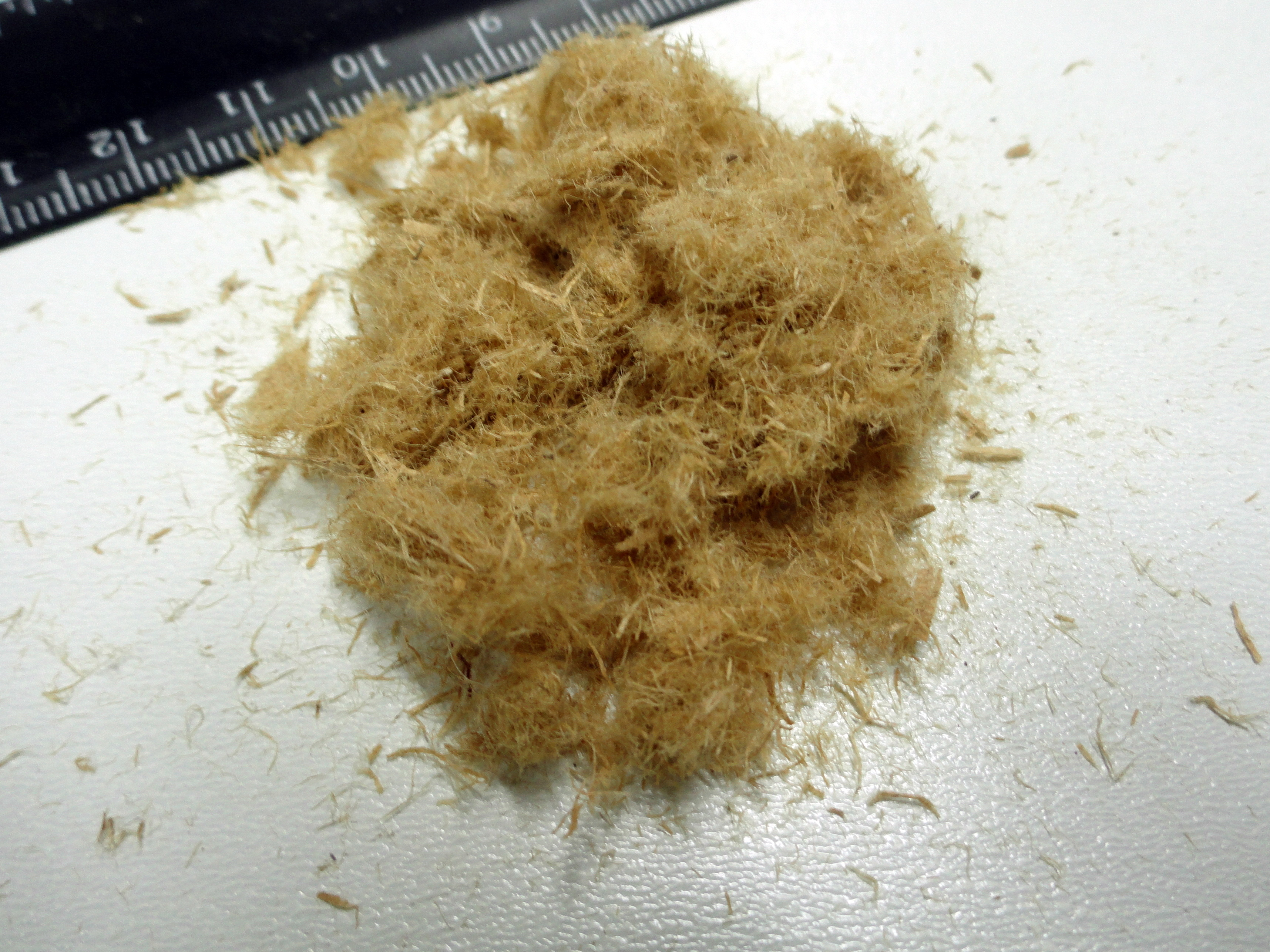
Holzfasern

Die Faser wird aus verholztem Pflanzenmaterial erzeugt. Dies geschieht durch Hacken des Rohmaterials, anschließendes Dämpfen, Kochen und chemisches oder mechanisches Aufschließen bis hin zur Einzelfaser, Faserbündel oder Faserbruchstücken. Die moderne Biotechnologie setzt zum Erleichtern des Aufschlusses und zur Verminderung des Chemikalieneinsatzes Enzyme ein – diese Verfahren werden als Biopulping bezeichnet. Die Aufschlussverfahren entsprechen weitestgehend den Verfahren der Papier und Zellstoffindustrie. Die so gewonnene Faser wird teilweise einer Bleiche unterzogen, um höhere Weißegrade für hochwertige Anwendungen zu erzielen. Dazu wird das Lignin, das einen wesentlichen Anteil an der dunklen Färbung der verholzten Substanz besitzt z. B. durch Enzyme abgebaut – das so genannte Biobleaching.
Nach Art der Vliesbildung unterscheidet man folgende Herstellungsverfahren:
- beim Nassverfahren sedimentieren die Fasern aus einer wässrigen Fasersuspension zum Vlies
- beim Trockenverfahren werden die trockenen Fasern mechanisch oder pneumatisch zu einem Vlies verdichtet

Die entstandenen Matten werden anschließend verpresst. Der Zusammenhalt der Fasern im Vlies ist auf Verfilzen und gegebenenfalls auf zugesetzte Bindemittel zurückzuführen. Moderne Herstellungsverfahren verzichten möglichst auf chemische Bindungsmittelzusätze, sie greifen teilweise auf das im Holz vorhandene Lignin als Bindemittel zurück.

## Verwendung
Harte Faserplatten werden vor allem im Fahrzeugbau und in der Möbelindustrie verwendet. Im Bau werden sie für Betonverschalungen, im Fertighausbau und im Innenausbau, z. B. für Bodenplatten, eingesetzt. Mitteldichte Faserplatten finden als Möbel- und Küchenfronten, im Laden- und im Lautsprecherbau Anwendung. Faserplatten niedriger Dichte werden insbesondere als Holzfaserdämmplatte im Innenbau eingesetzt.

## Wirtschaftliche Bedeutung
Weltweit ist insbesondere die Mitteldichte Faserplatte (MDF) von großer wirtschaftlicher Bedeutung. Auf Grund ihrer technischen Eigenschaften zählt sie auch in Europa und Deutschland zu den am stärksten wachsenden Holzwerkstoffprodukten. Im Jahr 2007 wurden weltweit mehr als 55 Mio. m³ MDF-Platten erzeugt (Quelle FAO). 2008 kam es in Deutschland und Europa jedoch zu einem deutlichen Einbruch in der Produktion. Bei den Dämmstoffen aus nachwachsenden Rohstoffen sind die Holzfaserdämmplatten die Hauptprodukte neben Zellulose und Hanf- und Flachskurzfasern in Form von Vliesen.